# جورج غوفن
جورج غوفن (بالفرنسية: Georges Goven)‏ مواليد 26 أبريل 1948 في ليون، هو لاعب كرة مضرب فرنسي سابق بدأ مسيرته كمحترف سنة 1968 وكان يلعب باليد اليمنى، اعتزل اللعب في 1984. أعلى تصنيف له في الفردي كان المركز الـ 13 في سنة 1970.

## روابط خارجية
- جورج غوفن على موقع رابطة محترفي التنس (الإنجليزية)
- جورج غوفن على موقع الاتحاد الدولي لكرة المضرب (الإنجليزية)
- جورج غوفن على موقع كأس ديفيز (الإنجليزية)
- جورج غوفن على موقع خلاصة التنس.كوم (الإنجليزية)